# يوجين سوير
يوجين سوير (بالإنجليزية: Eugene Sawyer)‏ هو سياسي أمريكي، ولد في 3 سبتمبر 1934 في غرينسبورو في الولايات المتحدة، وتوفي في 19 يناير 2008 في شيكاغو في الولايات المتحدة بسبب سكتة. حزبياً، نشط في الحزب الديمقراطي. وقد انتخب عمدة شيكاغو ‏ (2 ديسمبر 1987 – 24 أبريل 1989).